# 朱幼墧
唐山悼僖王朱幼墧（1440年—1481年12月22日），明朝瀋康王朱佶焞嫡八子，母亲是王妃韩氏。瀋简王朱模孙，明太祖曾孙。明朝第一代唐山王。

## 生平
生于正統五年庚申（1440年）九月一日，八年（1443年）九月赐名。景泰五年（1454年）五月十五日，明代宗遣駙馬都尉石璟等為正使、給事中李英等為副使，持節册封朱幼墧為唐山王。
景泰六年（1455年）正月，朝廷应瀋、晋、秦王府各王之请求，赐朱幼墧及其兄长瀋世子朱幼㙾、三兄清源王朱幼㘧、四兄辽山王朱幼墏、六兄内丘王朱幼𡐔、七兄廣宗王朱幼𡊍、九弟永年王朱幼塨等大紅織金紵絲紗羅各一匹。二月，朝廷又賜朱幼墧等人儀杖等物。
天顺元年（1457年）四月，明英宗遣定國公徐永寧等為正使、給事中劉昭等為副使，各自持節冊封兵馬副指揮宋仕能的女儿為唐山王妃。七月，給朱幼𡊍、朱幼墧、朱幼塨歲祿各二千石，米钞各半。天顺二年（1458年）正月，賜朱幼𡐔、朱幼𡊍、朱幼墧、朱幼塨煤戶菜戶各二戶。天顺三年（1459年）二月，给朱幼墧校尉月粮。
成化十七年（1481年）十二月二日去世，享年四十二。明宪宗闻讯輟朝一日，按制度賜祭葬，谥悼僖。按例他的岁禄应该停止发放，因王妃宋氏奏请，次年（1482年）八月，宪宗命减半发放。成化十九年（1483年）九月，其嫡长子朱诠铍受册袭封。

## 评价
- 《弇山堂别集》卷075：未中早夭，小心畏忌。

## 家庭

### 妻妾
- 王妃宋氏

### 子孙
- 嫡长子唐山荣康王朱诠铍
- 第三子镇国将军朱诠鋐，成化十年（1474年）五月赐名，[13]弘治五年（1492年）三月与夫人赐诰命冠服。[14]夫人屈氏，弘治十三年（1500年）三月已故。繼室牛氏，弘治十三年（1500年）三月革去冒请封號冠服[15]
  - 庶长子朱勛漽，弘治十三年（1500年）七月赐名[16]
- 镇国将军朱诠蓥，出继堂伯平遥王朱幼𡑆，为平遥奉祀镇国将军[17]
  - 嫡長子朱勛淰，弘治二年（1489年）六月赐名
  - 嫡次子輔國將軍朱勛渰，弘治二年（1489年）六月赐名，[18]嘉靖五年（1526年）六月因擅自杀人夺禄米一年，[19]十年（1531年）十一月管平遥王府事[20]
  - 嫡四子朱勛漎，弘治十三年（1500年）七月赐名[16]